# Nova Frente Popular
A Nova Frente Popular (em francês: Nouveau Front populaire, NFP) é uma ampla coligação de diversos partidos e movimentos de esquerda, que inclui social-democratas, socialistas, populistas de esquerdas, ecologistas, comunistas, anticapitalistas e sindicatos. O objetivo desta união de esquerda, que inclui a França Insubmissa, Partido Socialista, Os Ecologistas, Partido Comunista Francês e o Novo Partido Anticapitalista, é fazer frente à ascensão do Reagrupamento Nacional.

## História

### Antecedente
Para as eleições legislativas de 2022, diversos partidos de esquerda uniram-se numa coligação sob o nome da Nova União Popular Ecologista e Social (NUPES) e concorrendo contra o RN de Marine Le Pen e a coligação Juntos de Emmanuel Macron. Embora a coligação tenha conseguido ficar em segundo lugar nas eleições, não houve acordo para formar um grupo parlamentar único. Apesar disto, a união de esquerda impediu uma maioria parlamentar à coligação de Macron. A NUPES viria a ser abalada pela divisão entre o Partido Socialista e a França Insubmissa, com os socialistas a suspenderem a sua participação na aliança fruto de diferenças com a FI na questão da Guerra Israel-Hamas.

### Formação da Nova Frente Popular

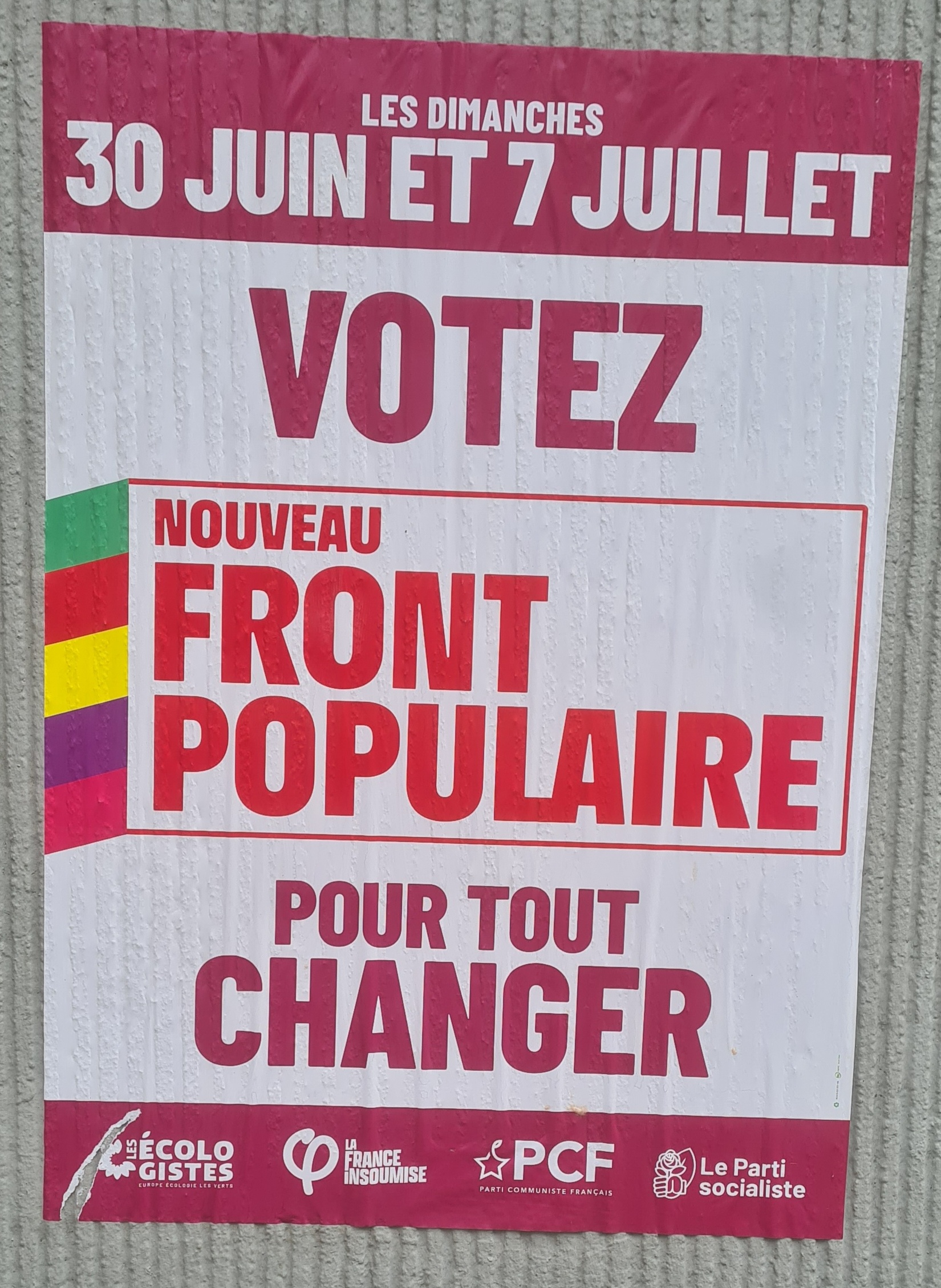
Cartaz da Nova Frente Popular.

Fruto dos desacordos e diferenças entre os diversos partidos da esquerda, não houve uma lista única de esquerda que concorresse às eleições europeias de 2024. Estas eleições deram uma vitória clara ao Reagrupamento Nacional e levaram à dissolução da Assembleia Nacional Francesa por parte de Macron, convocando eleições legislativas antecipadas para 30 de junho e 7 de julho.
Logo após os resultados das europeias e a decisão de Macron, François Ruffin, deputado da França Insubmissa, apelou a todos os partidos de esquerda para se unirem numa nova Frente popular para "impedir o pior e vencer". O líder socialista, Olivier Faure, apelou a uma "frente popular para combater a extrema-direita" e mostrou-se contrário a uma possível união da esquerda com as políticas de Macron, descrevendo tal ideia como "totalmente ilusórias".
No dia 10 de junho, a Nova Frente Popular foi anunciada com a adesão da França Insubmissa, Partido Socialista, Os Ecologistas, Partido Comunista Francês e do Novo Partido Anticapitalista, entre outros diversos partidos, movimentos e sindicatos apoiantes, com objetivo de "construir uma alternativa a Emmanuel Macron e combater o projeto racista da extrema-direita". O nome é uma alusão à Frente Popular dos anos 1930 e vai apresentar uma única lista de candidatos a todos os 577 distritos eleitorais em disputa: 229 candidatos da França Insubmissa, 175 do Partido Socialista, 92 dos Ecologistas, 50 do Partido Comunista Francês e 31 de outros membros da NFP.
A 14 de junho, foi apresentado o programa política da NFP em que está previsto a reversão das políticas de imigração seguidas por Macron, a reversão para os 60 anos da idade da reforma e anulação da alteração aprovada pelo governo francês em 2023, o continuar do apoio militar francês à Ucrânia e o reconhecimento do Estado da Palestina.

### Reações
Tal como foi com a NUPES em 2022, houve um forte coro de críticas vindas de políticos do Partido Socialista, com especial destaque para Kamel Chibli, vice-presidente da Occitânia, que descreveu a NFP como "NUPES 2.0" e "sem sentido político". Raphaël Glucksmann, que liderou a lista do PS nas europeias de 2024, também se mostrou com reservas inicialmente, mas anunciou o seu apoio à coligação a 14 de junho. Uma das maiores surpresas no apoio à NFP veio por parte de François Hollande, antigo presidente francês de 2012 a 2017 e que tinha sido um crítico da NUPES, que será inclusivamente candidato a deputado na 1.º distrito de Corrèze.
O Partido Radical de Esquerda, embora não fazendo parte da coligação, anunciou o seu apoio a candidatos da NFP que partilhem "os valores republicanos, laicos e universais bem como candidatos republicanos capazes de vencer a RN". A Cap21 apelou a uma "grande união de todas as forças políticas de esquerda, centristas e ecologistas".
Por contrapartida, o Volt França demonstrou a sua oposição à NFP e apelou a uma "Frente Europeia" para unir todas as "forças republicanas e europeístas".
Membros do governo de Emmanuel Macron criticaram fortemente a coligação, com o primeiro-ministro Gabriel Attal a descrever a NFP como um "acordo de vergonha" e Bruno Le Maire, ministro das finanças, a descrever o programa da NFP como uma "loucura total" e que "está completamente alheado da realidade do mundo".

## Membros

### Partidos políticos
| Partido                             | Partido                                          | Partido                     | Líder                                         | Ideologia                                          | Espectro                    |
| França Insubmissa e aliados         | França Insubmissa e aliados                      | França Insubmissa e aliados | França Insubmissa e aliados                   | França Insubmissa e aliados                        | França Insubmissa e aliados |
| ----------------------------------- | ------------------------------------------------ | --------------------------- | --------------------------------------------- | -------------------------------------------------- | --------------------------- |
|                                     | França Insubmissa                                | FI                          | Jean-Luc Mélenchon Manuel Bompard             | Socialismo democrático Populismo de esquerda       | Esquerda/Extrema-esquerda   |
|                                     | Partido de Esquerda                              | PG                          | Éric Coquerel Danielle Simonnet               | Socialismo democrático Nacionalismo de esquerda    | Esquerda                    |
|                                     | Ensemble!                                        | E!                          | Liderança coletiva                            | Ecossocialismo                                     | Esquerda                    |
|                                     | Picardie Debout                                  | PD                          | François Ruffin                               | Populismo de esquerda Nacionalismo econômico       | Esquerda                    |
|                                     | Revolução Ecológica para a Vida                  | REV                         | Aymeric Caron                                 | Veganismo Ecologia profunda                        | Esquerda                    |
|                                     | Partido Operário Independente                    | POI                         | Liderança coletiva                            | Comunismo Marxismo                                 | Esquerda/Extrema-esquerda   |
|                                     | Rézistans Égalité 974                            | RÉ974                       | Jean-Hugues Ratenon                           | Socialismo democrático Regionalismo de Reunião     | Esquerda                    |
|                                     | Péyi-A                                           | Péyi-A                      | Jean-Philippe Nilor Marcelin Nadeau           | Social-democracia Independentismo martinicano      | Centro-esquerda/Esquerda    |
|                                     | Esquerda Eco-Socialista                          | GES                         | Liderança coletiva                            | Ecossocialismo                                     | Esquerda                    |
|                                     | Esquerda Democrática e Social                    | GDS                         | Gérard Filoche                                | Socialismo democrático                             | Esquerda                    |
|                                     | Por uma Ecologia Social e Popular                | PEPS                        | Liderança coletiva                            | Ecossocialismo                                     | Esquerda                    |
| Partido Socialista e aliados        |                                                  |                             |                                               |                                                    |                             |
|                                     | Partido Socialista                               | PS                          | Olivier Faure                                 | Social-democracia                                  | Centro-esquerda             |
|                                     | Praça Pública                                    | PP                          | Aurore Lalucq Raphaël Glucksmann              | Social-democracia Europeísmo                       | Centro-esquerda             |
|                                     | Paris em Comum                                   | PeC                         | Anne Hidalgo                                  | Social-democracia Ecossocialismo                   | Centro-esquerda/Esquerda    |
|                                     | Partido Democrático Progressista de Guadalepe    | PPDG                        | Jacques Bangou                                | Social-democracia Regionalismo guadalupense        | Centro-esquerda/Esquerda    |
|                                     | Partido Socialista Guianense                     | PSG                         | Marie-Josée Lalsie                            | Socialismo democrático Regionalismo guianense      | Centro-esquerda/Esquerda    |
|                                     | Movimento Popular Franciscano                    | MPF                         | Maurice Antiste                               | Regionalismo martinicano                           | Esquerda                    |
|                                     | Partido Progressista Martinicano                 | PPM                         | Didier Laguerre                               | Socialismo democrático Regionalismo martinicano    | Esquerda                    |
|                                     | Construir o País Martinicano                     | BPM                         | Pierre Samot                                  | Pós-marxismo Independentismo martinicano           | Esquerda                    |
| Os Ecologistas e aliados            |                                                  |                             |                                               |                                                    |                             |
|                                     | Os Ecologistas                                   | LE                          | Marine Tondelier                              | Ecologismo Altermundialismo                        | Centro-esquerda/Esquerda    |
|                                     | Geração.s                                        | G.s                         | Benoît Hamon                                  | Socialismo democrático Ecossocialismo              | Centro-esquerda/Esquerda    |
|                                     | Alternativa Alsácia                              | AA                          | -                                             | Socialismo democrático Regionalismo da Alsácia     | Esquerda                    |
|                                     | Geração Ecologia                                 | GE                          | Delphine Batho                                | Ecologismo Ecofeminismo                            | Esquerda                    |
|                                     | Ensemble Sur Nos Territoires                     | ET                          | Ronan Dantec                                  | Ecologismo Regionalismo                            | Esquerda                    |
|                                     | Heiura-Os Verdes                                 | Heiura                      | Jacky Bryant                                  | Ecologismo                                         | Esquerda                    |
| Partido Comunista Francês e aliados |                                                  |                             |                                               |                                                    |                             |
|                                     | Partido Comunista Francês                        | PCF                         | Fabien Roussel                                | Comunismo                                          | Esquerda/Extrema-esquerda   |
|                                     | Humanos e Dignos                                 | HeD                         | Muriel Ressiguier                             | Socialismo democrático                             | Esquerda                    |
|                                     | Esquerda Republicana e Socialista                | GRS                         | Emmanuel Maurel                               | Socialismo                                         | Esquerda                    |
|                                     | Os Radicais de Esquerda                          | LRDG                        | Stéphane Saint-André Isabelle Amaglio-Térisse | Radicalismo Social liberalismo                     | Centro-esquerda             |
|                                     | L'Engagement                                     | L'E                         | Arnaud Montebourg                             | Socialismo Nacionalismo de esquerda                | Esquerda                    |
|                                     | Movimento Republicano e Cidadão                  | MRC                         | Jean-Luc Laurent                              | Gaullismo de esquerda Soberanismo                  | Esquerda                    |
|                                     | Por Reunião!                                     | PLR                         | Huguette Bello                                | Socialismo democrático Pós-marxismo                | Esquerda                    |
|                                     | Tāvini Huiraʻatira                               | TH                          | Oscar Temaru                                  | Nacionalismo de esquerda Independentismo polinésia | Esquerda                    |
|                                     | Le Progrès                                       | LP                          | Emeline K/Bidi                                | Socialismo democrático Regionalismo de Reunião     | Esquerda                    |
|                                     | Partido Comunista Martinicano                    | PCM                         | Patrick Lebreton                              | Comunismo Regionalismo martinicano                 | Esquerda/Extrema-esquerda   |
|                                     | Movimento de Descolonização e Emancipação Social | MDES                        | Fabien Canavy                                 | Marxismo Nacionalismo guianense                    | Extrema-esquerda            |
|                                     | Partido Comunista Guadalupense                   | PCG                         | Alain-Félix Flémin                            | Comunismo Regionalismo guadalupense                | Esquerda/Extrema-esquerda   |
|                                     | Movimento Independentista Martinicano            | MIM                         | Alfred Marie-Jeanne                           | Nacionalismo martinicano Descolonização            | Extrema-esquerda            |
|                                     | Reagrupamento Democrático Martinicano            | RDM                         | Claude Lise                                   | Social-democracia Regionalismo martinicano         | Centro-esquerda             |
| Outros partidos                     |                                                  |                             |                                               |                                                    |                             |
|                                     | Novo Partido Anticapitalista                     | NPA                         | Liderança coletiva                            | Socialismo do século XXI Anticapitalismo           | Extrema-esquerda            |
|                                     | Novo Acordo                                      | ND                          | Arnaud Lelache Aline Mouquet                  | Progressismo Keynesianismo                         | Centro-esquerda/Esquerda    |
|                                     | Movimento dos Progressistas                      | MdP                         | François Béchieau                             | Progressismo                                       | Centro-esquerda/Esquerda    |
|                                     | Allons Enfants                                   | AE                          | Félix David-Rivière                           | Social-liberalismo                                 | Centro-esquerda             |
|                                     | Partido Pirata                                   | PP                          | Liderança coletiva                            | Políticas Pirata                                   | Centro-esquerda             |
|                                     | União Democrática Bretã                          | UDB                         | Tifenn Siret Pierre-Emmanuel Marais           | Nacionalismo bretão Nacionalismo de esquerda       | Esquerda                    |
|                                     | Euskal Herria Bai                                | EHB                         |                                               | Esquerda abertzale                                 | Esquerda                    |